# Nedre Skarptjärnen (Los socken, Hälsingland)
Nedre Skarptjärnen är en sjö i Ljusdals kommun i Hälsingland och ingår i Ljusnans huvudavrinningsområde.